# Gilbert van Brionne
Gilbert van Brionne (circa 1000 - 1040) was van 1015 tot aan zijn dood graaf van Eu. Hij behoorde tot het huis Normandië.

## Levensloop
Gilbert van Brionne was de zoon van Godfried van Brionne en diens onbekend gebleven echtgenote. Hij was tevens een kleinzoon van hertog Richard I van Normandië.
Wellicht werd hij graaf van Eu na de dood van zijn vader rond het jaar 1015. Volgens kroniekschrijver Ordericus Vitalis was hij ook graaf van Brionne, maar dit is niet zeker, aangezien er veel onduidelijkheid bestaat over de geschiedenis van Brionne.
Hij stond bekend als een tegenstander van het huis Giroie, met wie hij streed om de macht in de Pays d'Ouche. Na de dood van Giroie de Oudere probeerde hij bijvoorbeeld Montreuil-l'Argillé in te nemen.
Na de moord op hertog Alan III van Bretagne in oktober 1040 werd Gilbert van Brionne regent voor de minderjarige Normandische hertog Willem de Veroveraar. Omdat Willem een bastaardkind was, werd hij door een deel van de Normandische adel niet erkend, met heel wat onrust tot gevolg. Niet veel later werd ook Gilbert vermoord, vermoedelijk in opdracht van zijn neef Raoul de Gacé. Willem I, een halfbroer van zijn vader, volgde hem op als graaf van Eu.

## Huwelijk en nakomelingen
Het is niet duidelijk wie de echtgenote van Gilbert van Brionne was. Ze hadden minstens vier kinderen:
- Richard FitzGilbert (1035-1090), heer van Bienfaite en Orbec. Nam deel aan de Normandische verovering van Engeland en werd daarna heer van Clare en Tonbridge. Was de grondlegger van de machtige Engels-Normandische familie Clare.
- Boudewijn FitzGilbert (overleden in 1090), heer van Meulles en Le Sap. Nam ook deel aan de Normandische verovering van Engeland en werd daarna heer van Okehampton
- Willem (overleden na 1060)
- Adela (overleden in 1092), huwde met burggraaf Neel II van Cotentin